# Saint-Pardoux-la-Rivière

Saint-Pardoux-la-Rivière este o comună în departamentul Dordogne din sud-vestul Franței. În 2009 avea o populație de 1.172 de locuitori.

## Evoluția populației
| An        | 1975  | 1982  | 1990  | 1999  | 2006  | 2009  |
| --------- | ----- | ----- | ----- | ----- | ----- | ----- |
| Populație | 1.347 | 1.309 | 1.174 | 1.091 | 1.155 | 1.172 |